# Museum Herxheim
Das Museum Herxheim befindet sich in Herxheim bei Landau/Pfalz in einem Fachwerkhaus aus dem 18. Jahrhundert. Seine Schwerpunkte sind der älteste Abschnitt der Jungsteinzeit mit besonderer Berücksichtigung der Funde und Befunde des Ritualplatzes Herxheim und regionale Kulturgeschichte. Regelmäßige Sonderausstellungen, ein kleiner Museumsgarten und ein breites museumspädagogisches Angebot für Gruppen jeden Alters, ehemals durch die Experimentalarchäologin Anne Reichert (1935–2022), erweitern das Angebot.

## Dauerausstellung

### Abteilung Steinzeit
Die Abteilung Steinzeit zeigt eine repräsentative Auswahl von Funden der in Europa einmaligen linearbandkeramischen Grabenanlage mit Ritualresten von Herxheim. Hier wurden die Überreste von mehr als 500 menschlichen Individuen gefunden, die Knochen klein zerschlagen, die Schädel so zugerichtet, dass nur die Kalotten in Form von „Schädelschalen“ übrig blieben; bei den Toten von Herxheim handelt es sich um in besonderen Ritualzeremonien geopferte Menschen. Neben der Rekonstruktion eines Grabenabschnittes mit den charakteristischen Funden sowie einer der wenigen regulären Bestattungen von Herxheim wird der bedeutendste Fundanteil der reich verzierten, qualitätvollen Keramik präsentiert, die aus verschiedenen Regionen der Bandkeramik Europas stammt. Daneben gehören zerstörte Steinbeile, Silexgeräte, Schmuck aus Knochen, Zähnen und Kalkstein sowie überraschende Tierreste aus der Ritualanlage zu den sehenswerten Ausstellungsobjekten.
Als freizeitmuseale Ergänzung zur Jungsteinzeitausstellung kann am westlichen Ortsrand (Ortsausfahrt Richtung Landau) am Kreisel im Gewerbegebiet West die Teilrekonstruktion eines bandkeramischen Langhauses sowie die Rekonstruktion eines bandkeramischen Kastenbrunnens (mit Informationstafeln) besichtigt werden (jederzeit frei zugänglich).

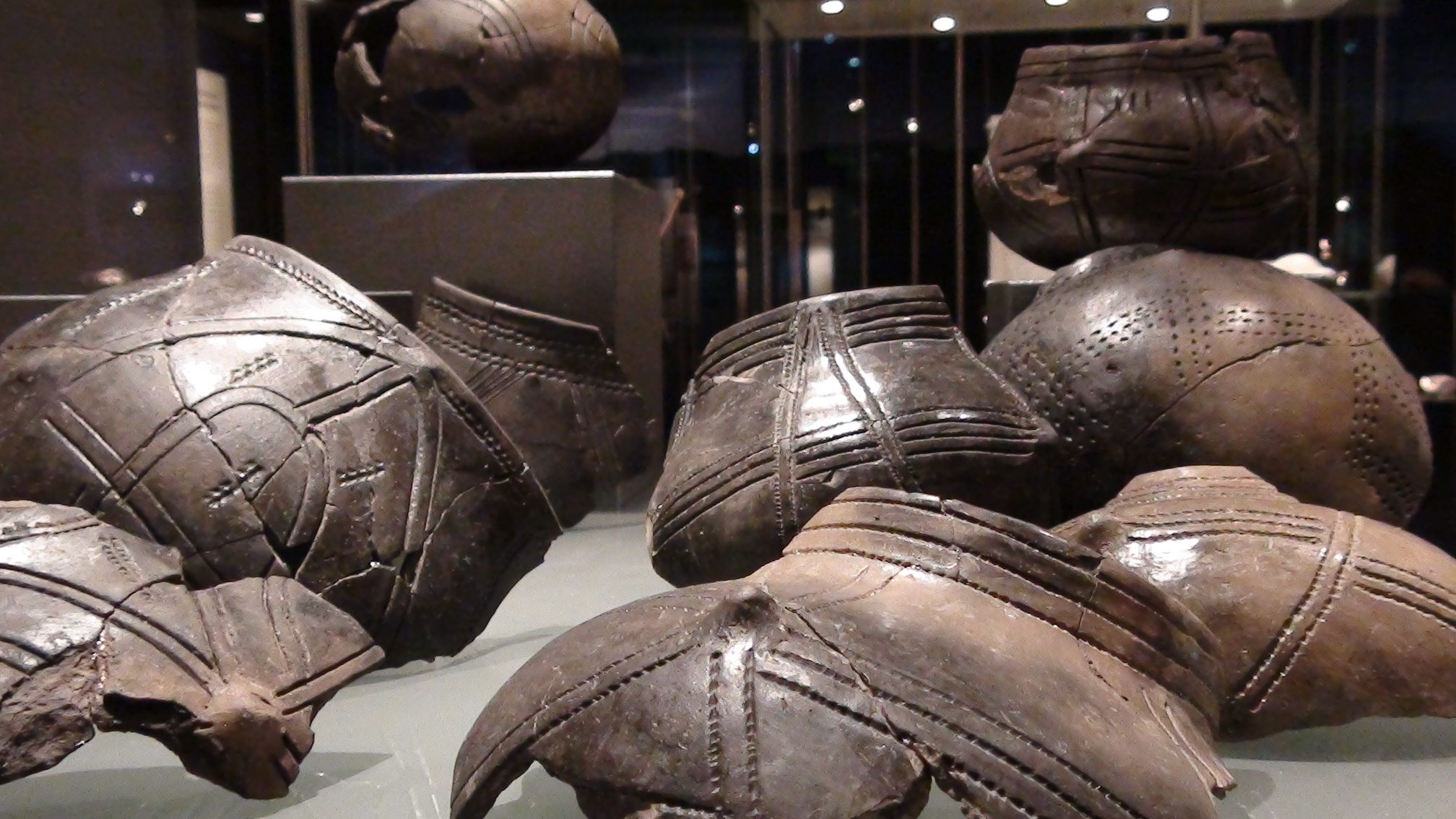
Linearbandkeramische Funde verschiedener Stile. Vorne rechts der Pfälzer Stil.
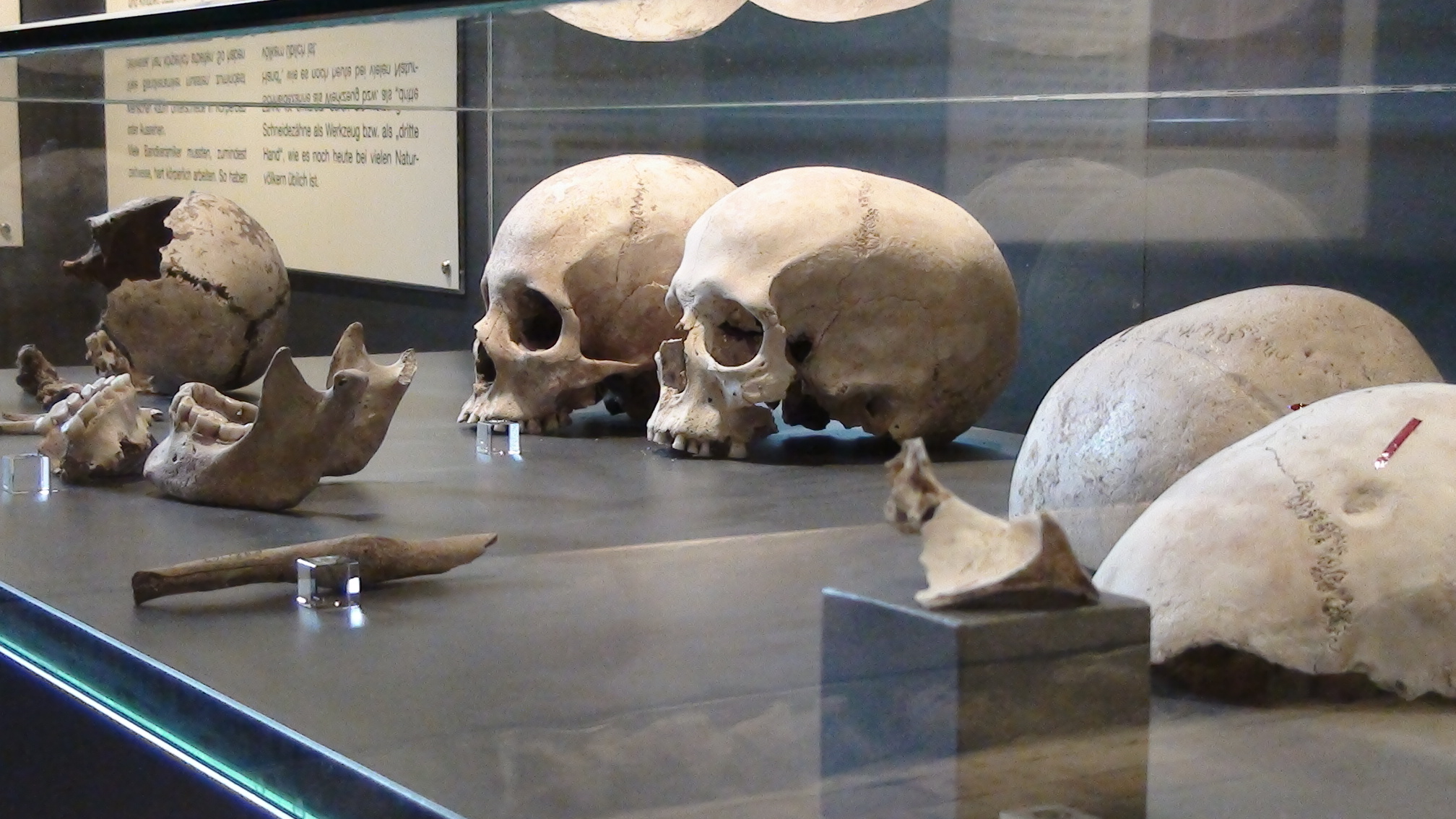
Blick in eine Vitrine mit Schädelfunden. Rechts sind zwei Schädelkalotten mit verheilten Traumata.
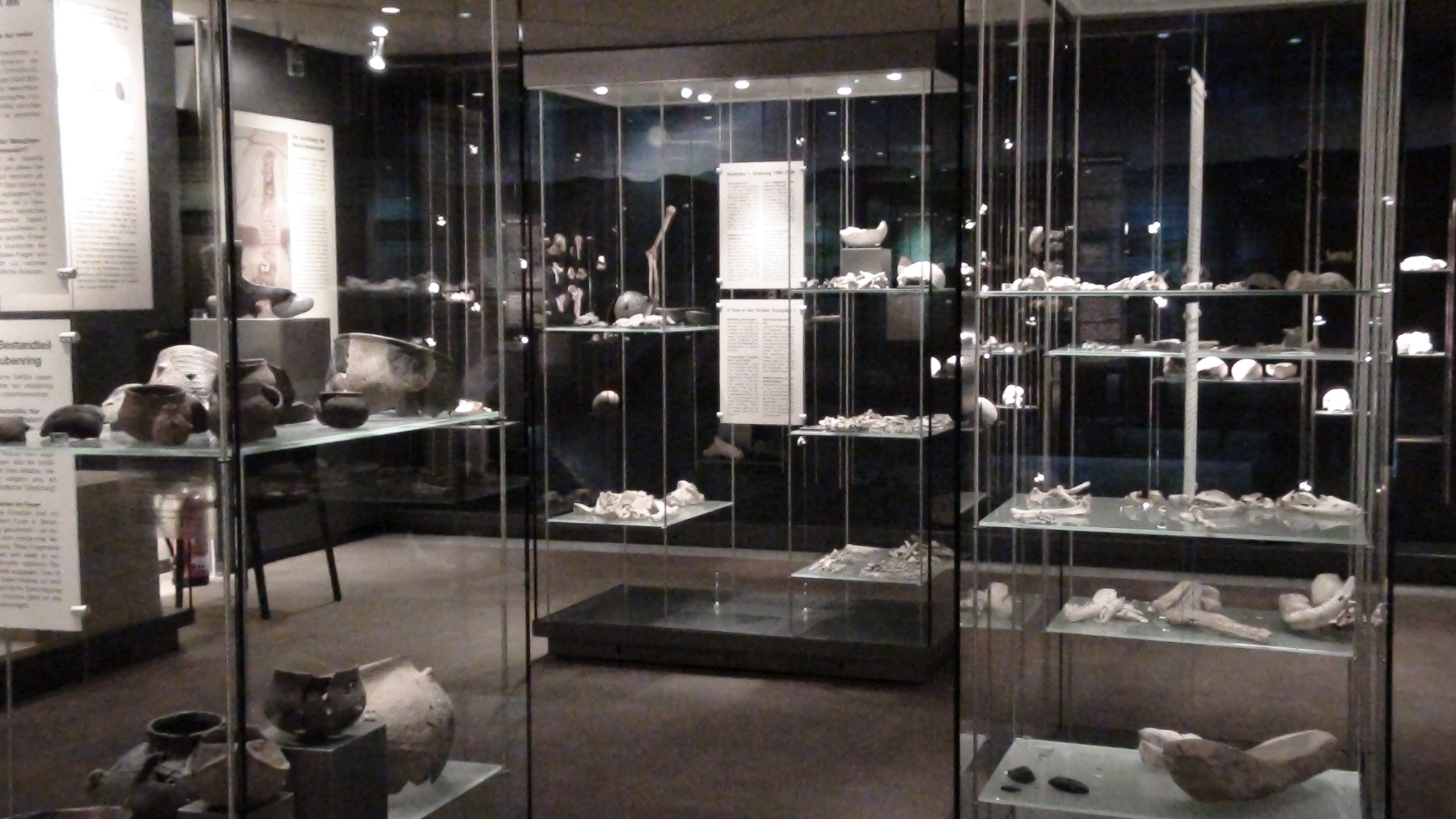
Blick in den Steinzeitkeller des Museums.
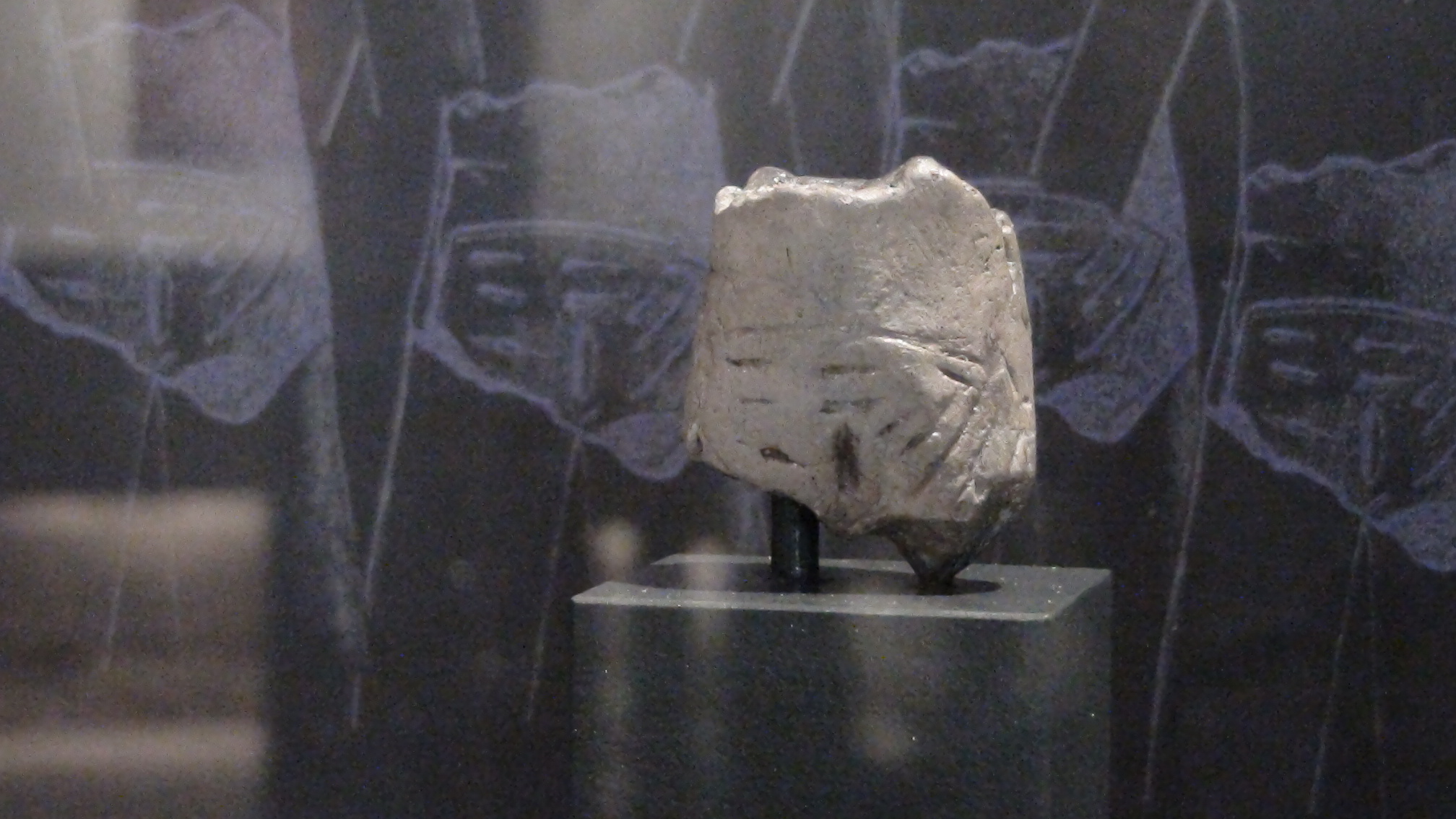
Die Venus von Herxheim, ein Fragment eines weiblichen Idols.
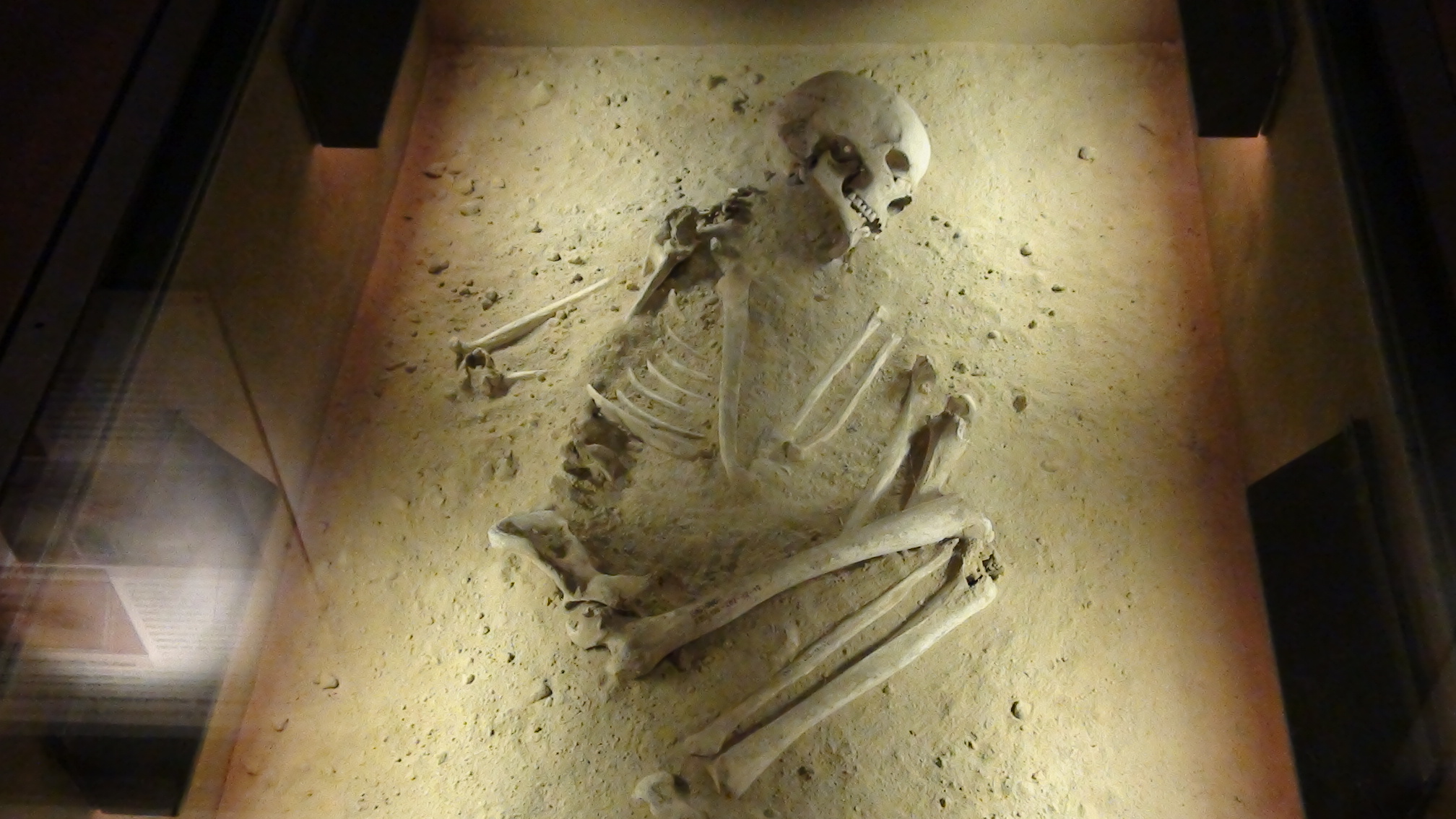
Der Herxi, der Vorbild für das Maskottchen des Museums ist.
- Linearbandkeramische Gefäßrekonstruktionen könne im Museum auch mit den Händen erlebt werden.

### Abteilung Kulturgeschichte

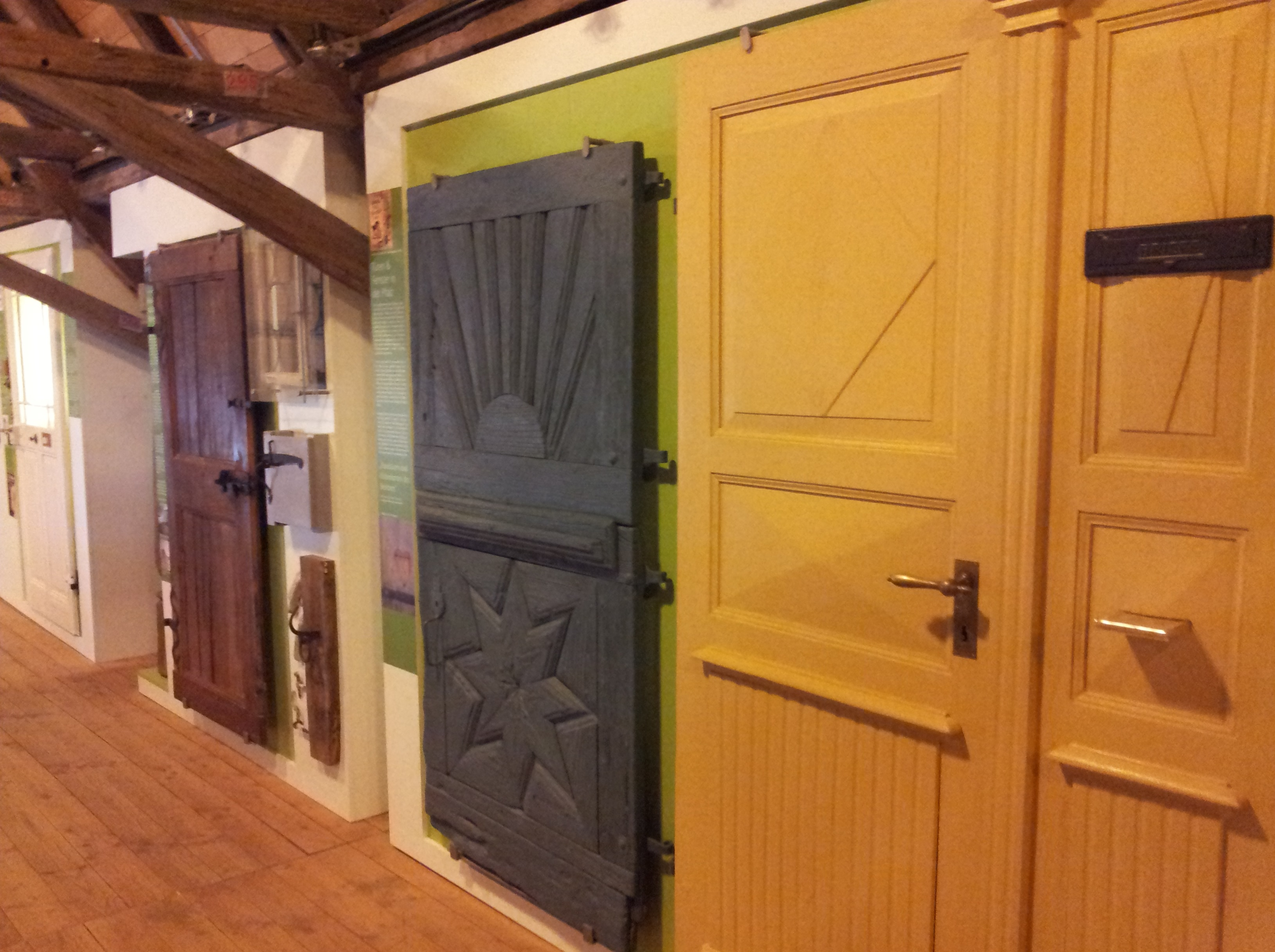
Türen aus der Pfalz. Rechts mit Bettlerschublade.

Aus der Orts- und Regionalgeschichte werden besondere Exponate wie Webstühle, Werkzeuge zur Zigarrenproduktion, Haustüren, Dachziegel mit Inschriften und historische Bilddokumente gezeigt. Ein besonderes Highlight ist ein Brautkleid aus Fallschirmseide.